# 屈术支
屈术支（?—?），又作屈木支，7世纪昭武九姓康国（撒馬爾罕）国王。
中国史书记载他是月氏人，王族温姓。隋炀帝时，屈术支娶西突厥统叶护可汗之女，于是臣服于西突厥。627年（唐朝贞观元年），屈术支开始向唐朝遣使献名马。贞观五年（631年），想要向唐朝称臣。唐太宗说：“朕讨厌取虚名，害百姓；康国臣服我国，缓急当同其忧。军队行万里，这是朕的志愿吗？”退却不受。贞观九年（635年），屈术支又遣使向唐朝送狮子，唐太宗嘉赏从遥远的地方前来，命秘书监虞世南为之作赋，从此每年向唐朝朝贡。贞观十一年（637年），又献金桃、银桃，唐太宗下诏令在苑囿里种植。
唐高宗永徽年间，以康国为康居都督府，授康国王拂呼缦为康居都督。武则天万岁通天年间，封康国大首领笃娑钵提为康国王。笃娑钵提死后，又册封其子泥涅师师为康国王，拜左骁卫大将军。泥涅师师在以神龙年间去世，康国人立突昏为王。开元六年（718年），进贡献锁子甲、水精杯、马脑瓶、驼鸟卵及越诺、侏儒、胡旋女子。康国王乌勒伽与大食久战不胜，请求唐朝支援，唐玄宗不许。开元十九年（731年），乌勒伽上表，请封其子咄曷为曹国王，默啜为米国王，唐玄宗同意。开元二十七年（739年），乌勒伽去世，遣使册封咄曷袭位。天宝三年（745年），封咄曷为钦化王，其母可敦封为郡夫人。天宝十一载（752年）、天宝十三载（754年），再向唐朝遣使朝贡。